# Rapos Béla
Rapos Béla (? – ?) kétszeres magyar bajnok labdarúgó, kapus. Az FTC első mérkőzésén ő védte a ferencvárosi kaput.

## Pályafutása
1901. március 24-én Bécsben az FTC első mérkőzésén ő volt a csapat kapusa. Az angol Cricketer csapata ellen 9–0-s vereséget szenvedett a zöld-fehér csíkos együttes. 1901 és 1904 között a BTC-ben szerepelt. Kétszeres magyar bajnok volt a csapattal.

## Sikerei, díjai
- Magyar bajnokság
  - bajnok: 1901, 1902
  - 2.: 1903
  - 3.:  1904